# Jungermannia gracilis
Jungermannia gracilis là một loài rêu tản trong họ Jungermanniaceae. Loài này được (Schleich. ex Nees) Heeg miêu tả khoa học lần đầu tiên năm 1893.